# Friedberg (Hessen)
Friedberg település Németországban, Hessen tartományban. Lakosainak száma 31 131 fő (2023. december 31.).

## Fekvése
Glauburgtól nyugatra fekvő település.

## Népesség
A település népességének változása:
| Lakosok száma | 27 859 | 28 962 | 29 180 | 29 180 | 29 674 | 30 818 | 31 131 |
|               | 2014   | 2017   | 2018   | 2019   | 2021   | 2022   | 2023   |